# Orthodoxe kerk van Druskininkai
De Kerk van het Moeder Gods-icoon "Vreugde van Allen die bedroefd zijn" is een Russisch-orthodox kerkgebouw in Druskininkai, Litouwen

## Geschiedenis

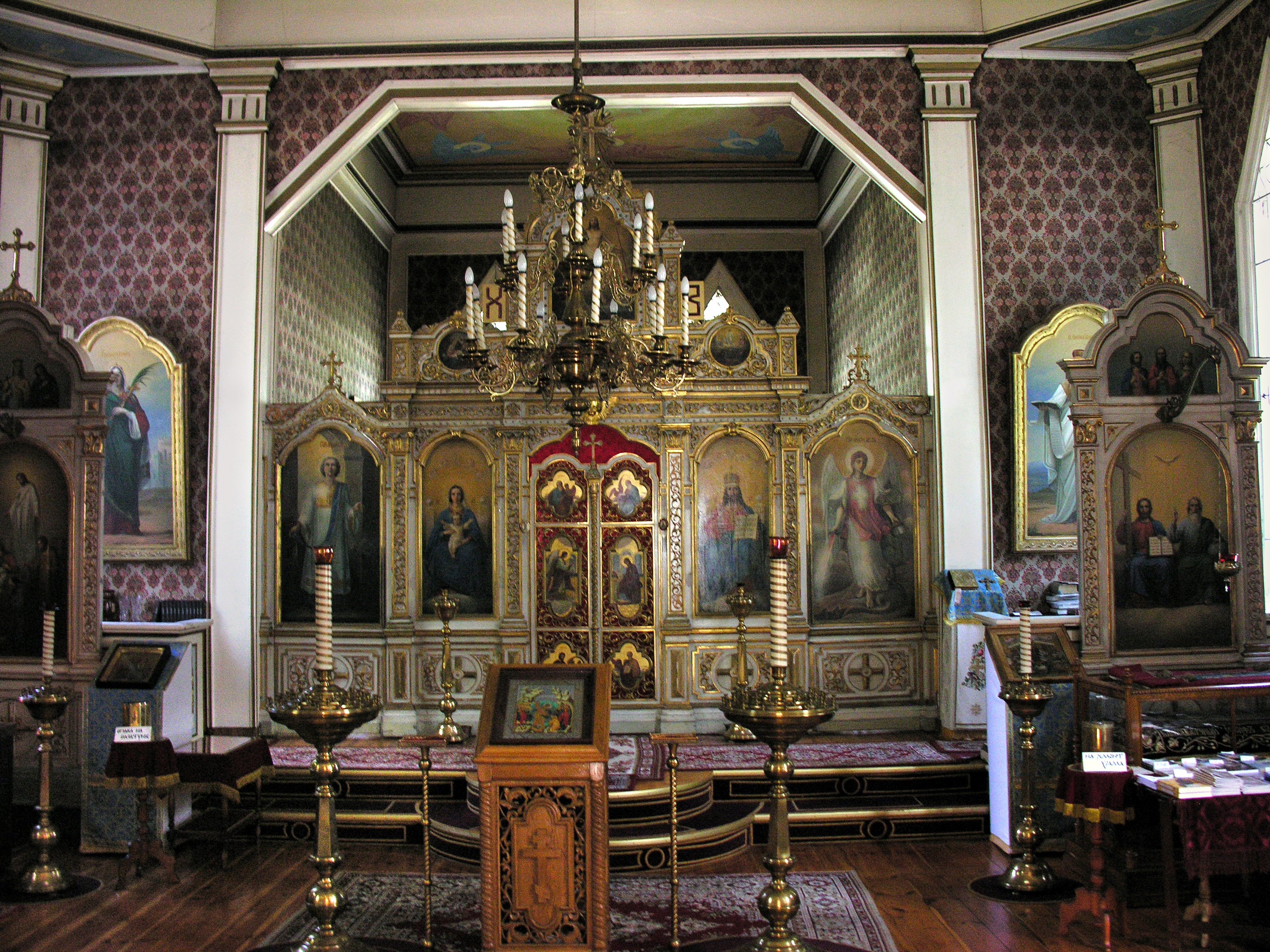
Iconostase van de kerk

De kerk werd gebouwd in 1865, nadat Druskininkai uitgegroeide tot een populair kuuroord dat werd bezocht door veel rijke Russen. De vice-gouverneur van Grodno kondigde voor de bouw een geldinzamelingsactie aan in het hele land. Onder de weldoeners bevond zich de kleindochter van generaal Michail Koetoezov, die een bedrag schonk waarmee de iconostase kon worden gebouwd. Ook de gouverneur zelf droeg met een bedrag van 10.000 roebel royaal bij aan de bouw.  
De bouw van de kerk vond plaats tussen 1861 en 1865. Vanaf 1890 had de parochie ook een school voor meisjes van verschillende kerkelijke gezindten. 
Bij het uitbreken van de Eerste Wereldoorlog in 1915 vertrok het grootste deel van de russisch-orthodoxe inwoners uit Druskininkai. Echter nadat de regio Vilnius werd geannexeerd door Polen, werd de stad, en daarmee de parochiekerk, een centrum van immigratie van Wit-Russen. De kerk bleef geopend tot 1944, toen het Rode Leger de stad binnentrok. Rond deze tijd woonden er circa 350 orthodoxe christenen in de stad en de Sovjet-autoriteiten stonden later een heropening van de kerk in 1947 toe.
Tien jaar later werd de kerk gerenoveerd. Alhoewel het aantal parochianen sinds de jaren 1970 is afgenomen, is het gebouw nog altijd de russisch-orthodoxe parochiekerk.